# ویوین
جیمز لی ویلیامز (۱۲ آوریل ۱۹۹۲ – ۵ ژانویهٔ ۲۰۲۵)، که بیشتر با نام هنری ویوین شناخته می‌شد، یک درگ کوئین بود.
در سال ۲۰۲۴، وی به عنوان جادوگر خبیث غرب در تور بریتانیایی جادوگر شهر از بازی کرد. او قرار بود این نقش را در وست اند در تئاتر نیو لندن تکرار کند.

## زندگی شخصی
ویلیامز در شمال ولز به دنیا آمد و بزرگ شد و در ۱۶ سالگی به لیورپول نقل مکان کرد. او اصالت ولزی و رومی داشت.
ویلیامز در سال ۲۰۱۹ با دیوید لادفورد ازدواج کرد. در آوریل ۲۰۲۳، این زوج جدایی خود را اعلام کردند.